# Episodi di The DuPont Show of the Month (seconda stagione)
La seconda stagione della serie televisiva The DuPont Show of the Month è andata in onda negli Stati Uniti dal 22 settembre 1958 al 25 maggio 1959 sulla CBS.
| nº | Titolo originale          | Prima TV USA      |
| -- | ------------------------- | ----------------- |
| 1  | Harvey                    | 22 settembre 1958 |
| 2  | The Count of Monte Cristo | 28 ottobre 1958   |
| 3  | The Winslow Boy           | 13 novembre 1958  |
| 4  | The Hasty Heart           | 18 dicembre 1958  |
| 5  | What Every Woman Knows    | 28 gennaio 1959   |
| 6  | Hamlet                    | 24 febbraio 1959  |
| 7  | The Human Comedy          | 28 marzo 1959     |
| 8  | The Browning Version      | 23 aprile 1959    |
| 9  | Billy Budd                | 25 maggio 1959    |
| 1  | Body and Soul             | 28 settembre 1959 |
| 2  | The Fallen Idol           | 14 ottobre 1959   |

## Harvey
- Prima televisiva: 22 settembre 1958

### Trama
- Guest star: Larry Blyden (dottor Sanderson), Ray Bramley (giudice Gaffney), Art Carney (Elwood P. Dowd), Fred Gwynne (E.J. Loffgrin), Marion Lorne (Veta Louise Simmons), Elizabeth Montgomery (Miss Kelly), Charlotte Rae (Myrtle May), Loring Smith (dottor Chumley), Jack Weston (Wilson), Ruth White (Mrs. Chumley)

## The Count of Monte Cristo
- Prima televisiva: 28 ottobre 1958

### Trama
- Guest star: Hurd Hatfield (Edmund Dantes), Max Adrian, Ina Balin, Douglas Campbell (Danglars), John Colicos, Colleen Dewhurst, Michael Ebert, Elizabeth Sellars, Torin Thatcher, George Voskovec

## The Winslow Boy
- Prima televisiva: 13 novembre 1958

### Trama
- Guest star: Peter Bathurst, Florence Eldridge (Grace Winslow), Denholm Elliott (Sir Robert Morton), Norah Howard, Fredric March (Arthur Winslow), Siobhán McKenna (Catherine Winslow), John Milligan, Rex Thompson (Ronnie Winslow), John Warner (Dickie Winslow), Noel Willman

## The Hasty Heart
- Prima televisiva: 18 dicembre 1958

### Trama
- Guest star: Barbara Bel Geddes, Jackie Cooper, Rex Everhart, Fred Gwynne, Richard Harris, Barry Jones, John McCurry, Don Murray

## What Every Woman Knows
- Prima televisiva: 28 gennaio 1959

### Trama
- Guest star: Cyril Cusack (David Wylie), James Donald (John Shand), Martita Hunt (Comtesse), Siobhán McKenna (Maggie), Tim O'Connor (James Wylie), Liam Redmond (Alick Wylie), Diana Van der Vlis (Lady Sybil), John Williams (Venables)

## Hamlet
- Prima televisiva: 24 febbraio 1959

### Trama
- Guest star: Joss Ackland (Marcellus), Peter Cellier (Rosencrantz), Margaret Courtenay (Gertrude), David Dodimead (Horatio), Gerald Harper (Guildenstern), John Humphry (Laertes), Barbara Jefford (Ophelia), Fredric March (se stesso  - presentatore), John Neville (Hamlet), Oliver Neville (Claudius), Joseph O'Conor (padre di Polonius), Richard Wordsworth (Ghost of Hamlet)

## The Human Comedy
- Prima televisiva: 28 marzo 1959

### Trama
- Guest star: R.G. Armstrong, Macdonald Carey, Thomas Chalmers, Russell Collins, David Francis, Burgess Meredith (narratore, voce), Michael J. Pollard, Jo Van Fleet

## The Browning Version
- Prima televisiva: 23 aprile 1959

### Trama
- Guest star: John Gielgud (Andrew Crocker-Harris), Margaret Leighton (Millie Crocker-Harris), John Clark, Iola Lynn, Donald Moffat, Cecil Parker (Frobisher), Robert Stephens, Rhoden Streeter (Taplow), James Valentine, Carson Woods

## Billy Budd
- Prima televisiva: 25 maggio 1959

### Trama
- Guest star: Eric Berry, Roberts Blossom, Tom Clancy, Thayer David, James Donald (capitano Vere), George Ebeling (Dansker), George Eberling (Dansker), Robert Gerringer, Pat Malone, Malachy McCourt, Roddy McDowall (Squeak), John McLiam, Don Murray (Billy Budd), Tim O'Connor, Alfred Ryder (Claggart), Malachi Throne, James Valentine (tenente Wyatt)